# Solway
Solway és una població dels Estats Units a l'estat de Minnesota. Segons el cens del 2000 tenia 69 habitants.

## Demografia
Segons el cens del 2000, Solway tenia 69 habitants, 27 habitatges, i 17 famílies. La densitat de població era de 25,9 habitants per km².
Dels 27 habitatges en un 33,3% hi vivien nens de menys de 18 anys, en un 48,1% hi vivien parelles casades, en un 11,1% dones solteres, i en un 37% no eren unitats familiars. En el 29,6% dels habitatges hi vivien persones soles el 18,5% de les quals corresponia a persones de 65 anys o més que vivien soles. El nombre mitjà de persones vivint en cada habitatge era de 2,56 i el nombre mitjà de persones que vivien en cada família era de 3,24.
Per edats la població es repartia de la següent manera: un 31,9% tenia menys de 18 anys, un 5,8% entre 18 i 24, un 20,3% entre 25 i 44, un 29% de 45 a 60 i un 13% 65 anys o més.
L'edat mediana era de 32 anys. Per cada 100 dones de 18 o més anys hi havia 123,8 homes.
La renda mediana per habitatge era de 25.625 $ i la renda mediana per família de 34.375 $. Els homes tenien una renda mediana de 35.625 $ mentre que les dones 11.875 $. La renda per capita de la població era de 19.912 $. Entorn del 15,8% de les famílies i el 29,4% de la població estaven per davall del llindar de pobresa.

## Poblacions més properes
El següent diagrama mostra les poblacions més properes.